# Давидово (Вачський район)
Давидово (рос. Давыдово) — село в Вачському районі Нижньогородської області Російської Федерації.
Населення становить 205 осіб. Входить до складу муніципального утворення Филінська сільрада.

## Історія
Від 2009 року входить до складу муніципального утворення Филінська сільрада.

## Населення
| 1999 | 2002 | 2010 |
| ---- | ---- | ---- |
| 284  | ↘241 | ↘205 |